# Pura Raza Española
Pura Raza Española es la denominación oficial que recibe en España la raza equina que histórica e internacionalmente se conoce como caballo andaluz. Se trata de una nomenclatura creada en 1912 a partir de la locución inglesa purebred o purebreed.
Cría Caballar, que dependía del Ejército, abrió en España el primer libro para inscribir los caballos de raza árabe, pura raza inglés y anglo-árabe, decidiendo inscribir a los tradicionalmente llamados caballos andaluces como "Pura Raza Española", más tarde abreviado con las siglas PRE, que es la denominación oficial que recibe una raza equina específica, en la que cada uno de los ejemplares que la integran presenta una serie de características comunes. La Asociación Nacional de Criadores de Caballos de Pura Raza Española (ANCCE) es la institución que representa al PRE a nivel internacional, a ganaderos de PRE de todo el mundo y a numerosas organizaciones de ganaderos nacionales e internacionales.
La elección de esta nueva denominación "Pura Raza Española" (a partir de la locución inglesa purebred o purebreed), frente a la tradicional "caballo andaluz", es comprensible dentro de la corriente del Regeneracionismo que predominaba en España tras el Desastre del 98 y teniendo en cuenta que la cría y el fomento caballar estaban en manos del estamento militar y que España por entonces era un estado centralista. 
Por otra parte catedráticos de la Facultad de Córdoba se han mostrado partidarios de recuperar el nombre histórico, tradicional e internacional de la raza: caballo andaluz. Entre los citados profesores están Francisco Castejón, Gumersindo Aparicio, Rafael Santiesteban, Manuel Gómez Lama y Eduardo Agüera Carmona.
Hoy en día la Asociación Nacional de Criadores de Caballos de Pura Raza Española (ANCCE), constituida en 1972 y con sede en Sevilla, es la asociación matriz del caballo de Pura Raza Española a nivel internacional y es la encargada del Libro Genealógico del Caballo de Pura Raza Española (libro de registro de la raza) y de la organización anual del Salón Internacional del Caballo (SICAB), que se celebra en Sevilla desde 1991. Desde 2002 está reconocida por el Ministerio de Agricultura español como asociación colaboradora.

## Características del Pura Raza Española
- Cabeza: proporcionada, de longitud media y perfil fronto-nasal de subconvexo a recto; orejas medianas, muy móviles, bien insertadas y paralelas; frente ligeramente y discretamente abombada, ojos vivos, triangulares y de mirada expresiva.
- Cuello: de tamaño y longitud medios, ligeramente arqueado y musculado (en las yeguas en menor medida), bien insertado en la cabeza y tronco y con crin abundante y sedosa.
- Tronco: proporcionado y robusto, con una cruz discretamente ancha y destacada y un dorso consistente y musculado. El lomo deberá ser ancho, corto, musculado, algo arqueado y bien unido al dorso y a la grupa.
- Grupa: de longitud y anchura media, redondeada y ligeramente en declive. Cola de nacimiento bajo y pegada entre isquiones, poblada de abundantes,largas y a menudo onduladas cerdas.
- Miembros anteriores: espalda larga, musculada, oblicua y elástica. Brazo fuerte y de buena inclinación. Antebrazo potente, de longitud media. Rodilla desarrollada y enjuta.
- Miembros posteriores: muslo musculado, nalga ligeramente arqueada y musculada y pierna larga. Corvejón fuerte, amplio y neto.
- Movimientos: ágiles, elevados, extensos, armónicos y cadenciosos. Especial predisposición para la reunión y los giros sobre el tercio posterior.
- Temperamento: el PRE es un caballo equilibrado y resistente, enérgico, noble y dócil, con facilidad para adaptarse a diversos servicios y situaciones. Es un animal de fácil respuesta a las ayudas del jinete y de boca agradable, por lo que resulta obediente y con una gran capacidad de aprendizaje.

En definitiva, se trata de un caballo que destaca por su versatilidad como resultado de la conjunción de su equilibrio psíquico, su armonía de formas, su inteligencia y su voluntad de trabajo.
En 2002, el Ministerio de Agricultura, Pesca y Alimentación de España emitió una orden ministerial para establecer los criterios básicos para la regulación zootécnica del caballo de Pura Raza Española, la definición del prototipo racial, las características del libro genealógico y la valoración de los reproductores.

## Historia de la raza

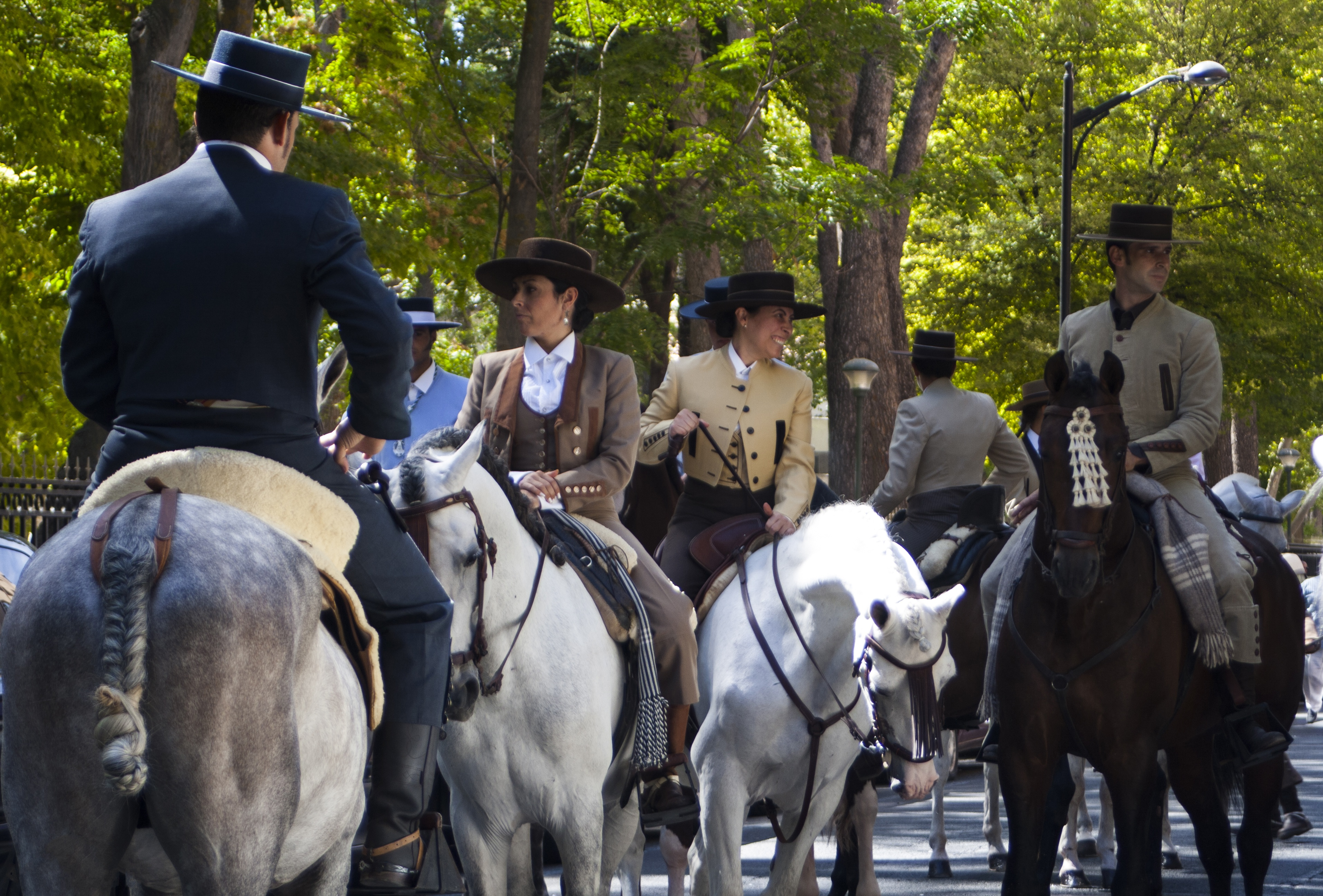
Jinetes en la Feria de Albacete.

No se sabe a ciencia cierta el verdadero origen del Caballo Español, sin embargo, sí se tienen pruebas de que en la época prerromana existían referencias ecuestres en lo que hoy se conoce como España.
Autores romanos como Plutarco, Plinio el Viejo y Séneca hablaron del caballo de Hispania, como un ejemplar bello, dócil, arrogante y valiente, ideal para la guerra y para los juegos que se desarrollaron en los circos de la época.
El Rey Felipe II ordenó la cabaña caballar de su reino y puso las bases definitivas para que el Pura Raza Española alcanzara su apogeo en años venideros. Lo consiguió mediante la creación de las Caballerizas Reales de Córdoba, donde agrupó los mejores sementales y yeguas de las provincias que bordean el Guadalquivir, que por aquel entonces eran las más prolíficas en la cría de caballos.
Así nació la Yeguada Real, que con el tiempo pasó a ser la Yeguada Nacional. Se enviaron entonces multitud de caballos al continente americano, que influyeron decisivamente en su exploración, y estos fueron el origen y la base de la mayoría de las razas que posteriormente se criaron en América.
Razas como el Lipizzano, Lusitano, Paso Fino o los caballos de sangre caliente centroeuropeos se crearon también a partir del Caballo Español. 
En la actualidad, la población mundial de caballos de Pura Raza Española (PRE) registrada por el Libro Genealógico del PRE asciende a 180.000 ejemplares, criados en más de cincuenta países. La Asociación Nacional de Criadores de Caballos de Pura Raza Española (ANCCE) señala que algunas denominaciones como caballo andaluz o ibérico no representan al PRE, sino que habitualmente se trata de caballos cruzados que carecen de los controles de calidad y pureza y de la documentación oficial del Libro Genealógico del PRE. En cambio, los llamados caballos cartujanos son una familia dentro del Pura Raza Española.
La crianza del PRE supone un 10% de la ganadería española, y los ejemplares se venden en gran parte del mundo.
También hay un factor clave: el mercado exterior. El caballo Pura Raza Española (mayoritario en la península, donde se crían también de raza árabe y portuguesa) ha conquistado decenas de países de Centroamérica o Europa. “Nosotros sobrevivimos gracias a estar en la Costa del Sol y junto al aeropuerto. Aquí se establecen muchos alemanes que ejercen de intermediarios. Son los que más compran. También he vendido a Rusia, Bali o México. Y el caballo español engancha”, asegura.

## Documentación Oficial de un Pura Raza Española
Solo el Libro Genealógico español está autorizado para emitir a nivel internacional la documentación oficial de los ejemplares de Pura Raza Española. El Libro Genealógico del PRE es el registro público, propiedad del Ministerio de Medio Ambiente y Medio Rural y Marino, donde se recogen los datos genealógicos de los ejemplares de Pura Raza Española, así como de sus ascendientes y descendientes. 
La Asociación Nacional de Criadores de Caballos de Pura Raza Española (ANCCE) asumió la gestión del LG del PRE en 2007, al amparo del Real Decreto 662/2007, por el que se posibilita que las asociaciones de criadores de razas puras de équidos puedan llevar o gestionar Libros Genealógicos, y tras la resolución de la Dirección General de Ganadería de 11 de diciembre de 2007, por la que se reconoce oficialmente a la Asociación Nacional de Criadores de Caballos de Pura Raza Española (ANCCE) para la llevanza del Libro Genealógico. Esta cambio provocó una demanda legal de la empresa que gestionaba dicha información con métodos informáticos, que terminaron en una compensación a dicha empresa, ya disuelta
El LG cuenta con dos registros diferenciados:
- Registro de Nacimientos: donde se registran las crías nacidas de caballo y yegua, previamente inscritas en el Registro Definitivo o de Reproductores, que cumplan los requisitos y procedimientos establecidos.
- Registro Definitivo o de Reproductores: donde se inscriben los ejemplares que, figurando previamente en el Registro de Nacimientos, superen la valoración de aptitud para la reproducción regulada en cada momento por la legislación vigente.

El órgano que controla la actividad del LG es el Comité de Gestión del Libro Genealógico, que se encarga de velar por el estricto cumplimiento de los procedimientos registrales. Asimismo existe un Director Técnico, nombrado por la Asociación a propuesta del Comité de Gestión, que garantiza el correcto funcionamiento del Libro. 

## Controles de Identificación de un PRE
Cuando nace un ejemplar de Pura Raza Española se somete a una serie de controles por parte del personal veterinario del Libro Genealógico que lo identifica de forma perfectamente definida:
- Se determina su filiación.
- Se le reseña siguiendo criterios aceptados internacionalmente.
- Se le asigna un código al ejemplar en el Libro Genealógico.
- Se le implanta un microchip de identificación en la región del cuello.
- Se inscribe en el Registro de Nacimiento del Libro Genealógico.

## Reproductores comprendidos en el PRE
Al alcanzar los tres años de edad, los propietarios de los ejemplares pueden solicitar al Libro Genealógico la valoración de la Aptitud Básica para la reproducción de los mismos.

### Aptitud Básica para la reproducción
Una vez solicitada la valoración, los veterinarios delegados del Libro Genealógico del PRE examinan a estos ejemplares y emiten un certificado de Aptitud Básica para la reproducción. Para alcanzar dicha aptitud básica es necesario que:
- Los machos midan más de 1.5m. a la cruz y las hembras 1.52m.
- No tengan cuello de gato vencido, ni invertido (o de ciervo).
- No sean monórquidos ni criptórquidos.
- Se observe fidelidad al patrón racial.

A partir de ese momento, sus descendientes podrán ser inscritos en el Libro Genealógico. En caso contrario, conservan su certificado de origen racial, siguen inscritos en el Registro de Nacimientos y siguen siendo considerados como Pura Raza Española, pero carecen del derecho de registrar su descendencia.
El ejemplar que no supera esta valoración puede volver a presentarse una segunda vez cuando el propietario estime conveniente.

### Reproductores Calificados
Aquellos ejemplares con la Aptitud Básica para la reproducción que deseen incluirse en el Registro de Reproductores Calificados del Libro Genealógico pueden presentar sus ejemplares a una valoración adicional en los Tribunales de Reproductores Calificados (TRC), en los que se valoran los caracteres morfológicos y comportamentales, movimiento, funcionalidad y aptitud para la silla. Así mismo, se realiza un control veterinario para detectar posibles patologías transmisibles y evaluar los caracteres reproductivos.
Los requisitos para superar la valoración como Reproductores Calificados son los siguientes:
- Los machos deben medir más de 1.55 m. a la cruz (1.53 m. las hembras).
- Deben superar los requisitos morfológicos y funcionales mínimos establecidos en el reglamento que regula los TRC.
- Superar un examen radiológico que descarte osteocondrosis, osteoartritis y exóstosis varias.
- Superar un chequeo del aparato reproductor que descarte defectos que afecten a su reproducción o sean hereditarios.
- Los machos deben superar una Prueba Montada para evaluar su Aptitud para la silla.

Desde el 14 de noviembre de 2003, ANCCE es también la responsable del Desarrollo del Programa de Mejora Genética del Caballo de Pura Raza Española, por encargo del Ministerio de Medio Ambiente y Medio Rural y Marino. Dentro del Programa de Mejora están contempladas tres categorías de reproductores que han sido sometidos a una evaluación genética y así se recogen en los registros del Libro Genealógico. 
Estas Categorías de Reproductores son las siguientes: 

#### Joven Reproductor Recomendado
Es aquel ejemplar que ha participado en los controles de rendimiento establecidos en el Programa de Mejora del PRE (Doma Clásica, Morfología o Aptitud para la Silla), ha sido sometido a una Valoración Genética anual en el marco de dicho Programa, obteniendo un Índice Genético Global superior a la media de la población valorada (100) y tiene una edad comprendida entre los 4 y 6 años.

#### Reproductor Mejorante
Es un animal con 7 o más años de edad que ha sido valorado genéticamente en el marco del Programa de Mejora, ha obtenido un Índice Genético Global superior a la media de la población valorada (100) y un valor de fiabilidad mayor o igual a 0,6 y reúne todos los requisitos establecidos en el Programa de Mejora. Este nivel de fiabilidad se puede alcanzar incrementando el número de participaciones del propio ejemplar y de sus hijos principalmente o de otros parientes cercanos en los controles de rendimientos.

#### Reproductor Élite
Aquellos reproductores que hayan alcanzado la categoría de Reproductor Mejorante para alguna de las disciplinas contempladas en el Esquema de Selección del PRE y reúnan los requisitos contemplados en dicho Programa.

## Éxitos deportivos
En los Juegos Olímpicos de Atlanta 96, fue la primera vez que el equipo español de doma clásica alcanzaba una fase final de las olimpiadas y por vez primera participaban caballos PRE en el mismo. Sus nombres: EVENTO, FLAMENCO e INVASOR. Este último fue el caballo más joven de todos los inscritos en doma, lo cual es una muestra de la inteligencia y voluntad de trabajo de la raza.
En los Juegos Olímpicos de Sídney 2000 fue el siguiente paso. INVASOR y DISTINGUIDO lograron con el equipo finalizar en 7º lugar. La progresión estalló en los JEM JEREZ 2002, donde España consiguió la medalla de bronce, nuevamente con INVASOR y GRANADERO.
El equipo español de doma clásica obtuvo la medalla de plata por equipos en los Juegos Olímpicos de Atenas 2004, siendo superado tan solo por Alemania. Dos caballos PRE formaron parte del mismo: INVASOR y OLEAJE, montados por Rafael Soto e Ignacio Rambla, respectivamente.
En los Juegos Olímpicos de Pekín 2008, España contó con la participación de FUEGO XII, montado por Juan Manuel Muñoz. 
En los Juegos Ecuestres Mundiales de Kentucky 2010, el equipo nacional de doma de España contaba con tres caballos PRE: FUEGO XII, NORTE y GNIDIUM; clasificándose en 6º posición. FUEGO XII, montado por Juan Manuel Muñoz, se clasificó en 5º lugar.
En el apartado del concurso de enganches, el caballo español ha participado en varios campeonatos del mundo con Juan Robles y Antonio Carrillo como representantes más destacados. Y en Doma Vaquera, la Yegua CENTENARIA III, del hierro de Peralta, tres veces Campeona Absoluta de España con el legendario jinete Joaquín Olivera Peña.

## Más lecturas
- Gómez Lama, Manuel (1959). El caballo andaluz, histórica y actualmente considerado. Tesis: Universidad de Sevilla. Facultad de Veterinaria en Córdoba. Córdoba: Colegio Oficial de Veterinarios.